# Manuel Pailós
Manuel Pailós  (Galicia, España, 24 de mayo de 1918-Montevideo, 2004) fue un pintor, escultor y ceramista uruguayo que se destacó como uno de los torresgarciana en Uruguay, país al que llegó con sus padres con pocos años de edad y que luego se hizo ciudadano legal uruguayo.

## Biografía

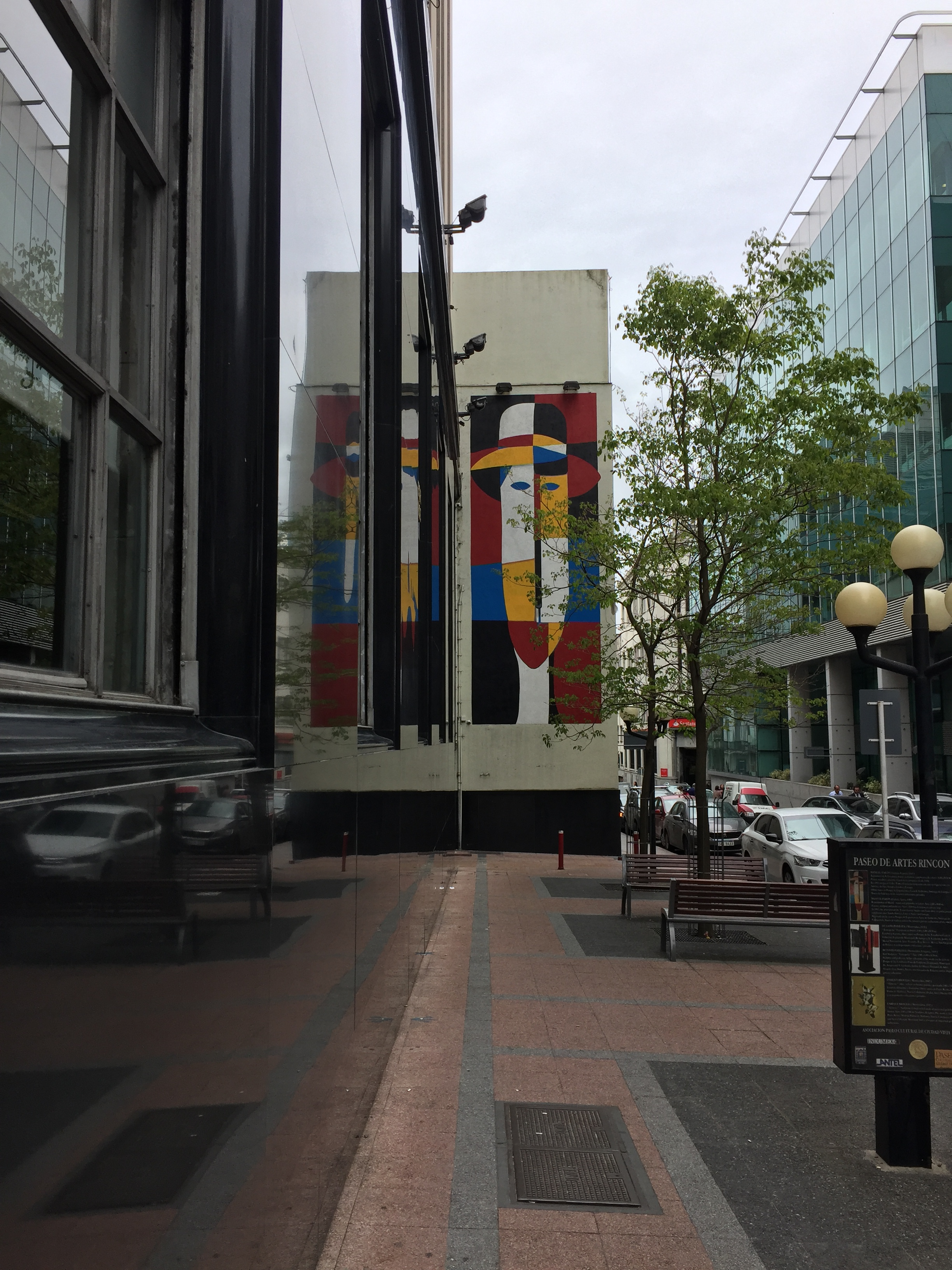
Mural de Pailós en la Ciudad Vieja de Montevideo.

Su formación tuvo lugar en el Círculo de Bellas Artes junto a Guillermo Laborde y José Cuneo Perinetti y a partir de 1942 junto a Joaquín Torres García, en cuyo taller permaneció hasta el momento de su clausura en el año 1967.
Dirigió el Taller Torres García en sus últimos años de funcionamiento, y formó parte de cada una de las exposiciones que allí se organizaron.
La pintura de Pailós respondió al diagrama constructivista dotándolo de un destacado refinamiento cromático y una especial sensibilidad, tanto en el diseño como en el manejo de signos, que identificó su trabajo y lo condujo al éxito de ventas que tuvieron sus obras.
También incursionó en la escultura. Una de sus obras más conocidas esMonumento, ubicada en el Parque de Esculturas contiguo al Edificio Libertad.  En el año 1996 obtuvo el Premio Figari otorgado por el Banco Central de Uruguay, importante reconocimiento, que se suma a los numerosos premios nacionales y regionales con los que el artista fue marcando historia a lo largo de su vida.
La obra del maestro Pailós puede encontrarse en colecciones privadas de Uruguay, España, Estados Unidos, Argentina, Alemania, Israel y Colombia.
El Museo Nacional de Artes Plásticas de Montevideo cuenta con numerosas obras suyas, al igual que el Centro Nuevo de cultura de Buenos Aires.

## Premios
- Premio adquisición por la obra “Estructura de barco”- Montevideo, Salón Municipal, 1960.

- Premio adquisición por la obra “Catedral Constructiva”- Montevideo,Salón Municipal, 1961.

- Premio adquisición por la obra “Barco”- Montevideo, Salón Municipal, 1967.

- Gran Premio de escultura por su obra “Géminis”- Montevideo, Salón Nacional, 1968.

- Premio adquisición por la obra “Aventura estelar”- Montevideo, Salón Nacionalr, 1969.

- Premio en el Salón de Primavera – Salto, 1970.

- Premio adquisición por la obra "Aventura geométrica"- Montevideo, Salón Nacional, 1970.

- Premio Figari, otorgado por el Banco Central del Uruguay, 1996.

## Exposiciones individuales (selección)
- 1991 Manuel Pailós, Santiago de Compostela, Madrid. España.

- 1987 Los Ideogramas de Manuel Pailós, Galería Bruzzone, Montevideo.

- 1985 Exposición Manuel Pailós, Intendencia Municipal de Montevideo.

- 1984-76 Galería Bruzzone, Montevideo.

- 1979 Manuel Pailós, Galería de Arte Basifud, Sáo Paulo Manuel Pailós, Museo de la Ciudad de Santa Fe, Argentina.

- 1967-65 Manuel Pailós, Jockey Club de Montevideo.

- 1967-60 Manuel Pailós, Amigos del Arte, Montevideo.

- 1966 Manuel Pailós, Instituto General Electric, Montevideo.

## Exposiciones colectivas (selección)
- 1996 Le Cercle de Torres-García, Zabriskie Gallery, París Constructive Universalism-School of the South, OAS Museum of the Americas, Washington, D.C. y 1997 Museo del Banco Central, San José, Costa Rica.

- 1995 65 Years of Constructivist Wood, Cecilia de Torres, Ltd., New York.

- 1994 Torres-García y la Escuela del Sur, Quinta Galería, Bogotá, Colombia.

- 1993 El Taller Torres-García, The School of the South, Museo Reina Sofía, Madrid.

- 1991 Archer M. Huntington Art Gallery, Austin, Texas; Museo de Monterrey & Museo Rufino Tamayo, México; The Bronx Museum, New York.

- 1989 Museo Nacional de Artes Plásticas, Montevideo.

- 1979 Surrealismo: Manuel Pailós, Montevideo.

- 1978 Instituto Paraguayo-Americano, Asunción, Paraguay.

- 1973 XXXVII, Salón Nacional de Artes Plásticas, Montevideo.

- 1972 XXXVI, Salón Nacional de Artes Plásticas, Montevideo. Bienal de Coltejer, Medellín, Colombia.

- 1970 I Bienal de Escultura, Montevideo, Uruguay.[2]